# Каразін Іван Назарович
Іва́н Наза́рович Кара́зін (*1780 — †1836) — український ботанік-акліматизатор, громадський діяч, засновник Краснокутського дендропарку, брат засновника Харківського університету Василя Назаровича Каразіна.

## Рід
Нащадок стародавнього дворянського роду, який мав свій герб ще з 1627 року. Засновником роду вважається Григорій Караджи (прадід Івана Назаровича) — архієпископ міста Софії. Дід Каразіна, Олександр Григорович, переїхав до Росії за часів імператора Петра І. Саме тоді його прізвище було записано з російським закінченням (Каразін).
Батько Івана — Назар Олександрович Каразін — успадкував професію від свого батька — також став військовослужбовцем. У 1770 році він пішов у відставку. За два роки до того полковник Назар Каразін отримав «в вєчное пользованіє» від імператриці Катерини II села Кручик і Основинці на Харківщині — за заслуги в російсько-турецькій війні.
Вже в Україні він одружився з донькою козацького сотника Харківського полку Якова Івановича Коваленка Варварою Петрівною (майбутньою матір'ю Івана).

## Заснування дендропарку
Іван Каразін успадкував батьківский маєток Основинці (нині — однойменне село) на околиці Краснокутська. У 1793 році він замислив і заснував в ньому дендропарк. Під нього Каразін виділив 17 гектарів землі. А розбиваючи парк, використав природний рельєф, провів роботи з відведення води, підготував два ставки з особливим кліматом (вони збереглися і досі).
Частина дерев вже була посаджена там ще Василем Назаровичем Каразіним, який з 1792 року розводив у Кручику різні породи іноземних дерев.
Більшість авторів, посилаючись на публікації сина Івана Назаровича Івана Івановича, вважають, що Краснокутський дендропарк був закладений саме наприкінці XVIII століття. Хоча є версії, що рік заснування парку — 1803.
Пізніше, серед багатьох турбот Василя Назаровича Каразіна, пов'язаних з відкриттям Харківського університету, однією з найважливіших він вважав створення ботанічного саду. Тому він виписував із-за кордону рідкісні породи дерев і кущів. Декілька екземплярів він відправив до маєтків Кручика і Основинців.
25 травня 1803 року на честь дозволу його імператорської Величності Олександра І про прийняття «пожертвованных харьковцами сумм на открытие Харьковского университета» Іван Назарович Каразін посадив у саду свого маєтку канадську тополю, яка носила назву «ровесница Харьковского университета».
Іван Назарович Каразін всіляко підтримував зусилля брата по створенню Харківського університету. Одними з перших брати Каразіни внесли у комітет правління у справах університету 1000 карбованців.
Ознайомившись з досвідом інтродукції рослин і придбавши у 1808—1809 роках у Німеччині і Франції велику партію дерев та чагарників, Іван Назарович Каразін починає в Основинцях велику дослідну роботу, пов'язану з їх натуралізацією на непридатних для сільського господарства землях.
У 1832 році його колекція натуралізованих дерев і чагарників налічувала уже 202 види. Особлива увага приділялась хвойним деревам, насіння яких він отримував завдяки допомозі начальника з шовківництва, професора Харківського університету барона М. Біберштейна.
Свої дослідження з натуралізації Каразін продовжив у Константиноградському повіті Полтавської губернії, де купив у 1833 році 2 тисячі десятин землі, на 5 десятинах яких посадив ліс.
За роботу по збагаченню флори рідного краю цінними в господарському та декоративному відношеннях рослинами Петербурзьким Імператорським Товариством по заохоченню лісового господарства його було нагороджено Золотою медаллю.

## Громадська робота
Іван Назарович Каразін також був активним членом створеного братом Філотехнічного товариства. У звіті за 1811 рік була відзначена його діяльність з інтродукції і акліматизації хвойних дерев, привезених із Паризького ботанічного саду. В цьому ж звіті позитивну оцінку одержала його робота як хіміка-технолога по створенню українських вин і наливок.
Про авторитет поміщика Івана Назаровича Каразіна свідчить те, що з 1818 по 1820 рік він обирався Богодухівським повітовим «предводителем» дворянства. У 1823—1826 роках Іван Назарович — виконувач обов'язків губернського «предводителя» дворянства. Громадська робота його була відзначена Золотою іменною медаллю Міністерства державного майна та орденом Анни III-го ступеню.
На жаль, свідоцтв про особисте життя Каразіна дуже мало. Григорій Данилевський, біограф Василя Каразіна, писав:
|  | Женився він (Іван Назарович) нещасно і після різних сімейних чвар помер у чаду. |

## Смерть і спадок
Помер у 1836 році через нещасний випадок на 56 році життя. Похований він у мальовничому куточку створеного ним дендропарку.
Після смерті Івана Назаровича залишилися дворічний син Іван і донька, якій не виповнилося й року. Василь Назарович Каразін, маєток якого на той час уже було описано за борги, звернувся 13 червня 1836 року через графа Олександра Бенкендорфа до імператора Миколи І з проханням призначити його опікуном сиріт.
|  | Имение брата моего было посвящено лесоводству. Все его значительные для полуденного края заведения должны исчезнуть через 19 лет, которые пройдут до совершеннолетия его сына. Да будет повелено мне, а не провинциальным опекунам, сберечь и усовершить их. Мы с некоторым приличием могли бы оставаться в соседстве несчастно-разоренного имения нашего в местах моего рождения, которые люблю, из которых только крайность одна меня гонит. Закон и природа дают мне это право…. |

Але цієї милості нещасний вигнанець не отримав. Опікуном сиріт було призначено штабс-капітана А. Н. Вітінського, якому передано було і маєток в Основинцях.
Племінників Василю Каразіну не показували, «оберігаючи їх від нього, як від ворога», — зазначав його біограф М. Тихий.
Далі займався дендропарком Івана Назаровича Каразіна вже його син Іван Іванович Каразін.

## Виноски
1. ↑  Суспільно-політичні погляди В. Н. Каразіна. Автореф. дис. канд. іст. наук: 07.00.01 / А. В. Хрідочкін; Дніпропетр. нац. ун-т. — Д., 2001. — 17 с. — укр.
2. ↑  Тихий Н. В. Н. Каразин: Его жизнь и общественная деятельность. — К.: Тип. Имп. ун-та Св. Владимира, 1905. — 302, 28, IV с. — С. 123.
3. ↑  Данилевський Г. П. Украинская старина: Материалы для истории укр. лит. и нар. Образования. – Х.: Изд. Зеленского и Любарского, 1866. – 403 с. – С. 99–169: о В. Н. Каразине. - С. 113
4. ↑  Каразин В. Н. Сочинения, письма и бумаги В. Н. Каразина, собранные и редактированные проф. Д. И. Багалеем. – Х.: Тип.-литогр. М. Зильберберг и с., 1910. –XIX, 927 с. - С. 805.